# UNISIC
 (février 2021).
L'Université des sciences de l’Information et de la communication (UNISIC  ex IFASIC) est un établissement d'enseignement supérieur de la république démocratique du Congo, spécialisé dans la formation des futurs cadres des métiers des Sciences de l'information et de la communication.
L'ex Institut Facultaire des Sciences de l'Information et de la Communication dispense pour le premier cycle, des enseignements généralistes dans le domaine des sciences de l'information et de la communication pendant 3 ans. Elle propose ensuite aux candidats une spécialisation en deux ans dans les branches de presse-écrite, multimédia, télévision, radio et relations publiques.
Deux autres branches se sont rajoutées à ce second cycle : le cinéma et arts du spectacle ainsi que la gestion des entreprises de presse. Le troisième cycle comprend les diplômes des études approfondies, DEA et le doctorat en SIC.

## Histoire
En octobre 1973, l'école est fondée en tant qu'Institut des sciences et techniques de l'information, ISTI, à l'initiative du professeur Malembe tamandiak et sur décision du Conseil d'administration de l'université nationale du Zaïre, sous le règne du président Mobutu Sese Seko. En 1997, elle prend une nouvelle orientation dans sa mission et devient IFASIC, par arrêté ministériel n°ESU/cab.min/022/97. L'école fonctionne sous la tutelle du ministère de l'Enseignement supérieur et universitaire et du ministère de la Communication et des médias.
En 2024 Le Recteur de l’Institut Facultaire des Sciences de l’Information et de la Communication (IFASIC), Jean Kambayi Bwatsha a annoncé officiellement, le lundi 12 février 2024, la mutation de cet institut en l’Université des Sciences de l’Information et de la Communication (UNISIC)  cette mutation a été entérinée par « l’arrêté ministériel n°066 lu lors de la cérémonie» .

## Partenariats
L'IFASIC exerce des partenariats avec plusieurs Institutions publiques et privées au niveau national et international, parmi lesquelles :
- La chaire UNESCO[7][source détournée]
- Les MICA[8]
- Le Fonds de nations unies pour la population[9]
- L'Institut Panos Paris[10]

## Personnalités diplômées de cet institut
Depuis ses débuts jusqu'en 2018, l'École compterait près de 10314 diplômés. Certains diplômés semblent avoir saisi l'occasion de partager leurs acquis et compétences au service de leur pays, en occupant plusieurs fonctions (patrons et cadres des radios, télévisions, agences de communication, journaux, fonctions législatives et gouvernementales). Parmi ceux-ci :
- Dan Bomboko
- Patrick Muyaya Katembwe
- Patient Ligodi
- Tharcisse Kasongo Mwema Yamba-Yamba
- Colette Tshomba Ntundu
- Christelle Vuanga
- Chantal Kanyimbo
- Tina Salama